# Джованні Томмазо Чімелло
Джованні Томмазо (Джовантомазо) Чімелло (італ. Giovanni Tommaso (Giovanthomaso) Cimello) (Монте-Сан-Джованні-Кампано близько 1510 — там же 1591) — італійський композитор, поет та музикант.

## Біографія
Чімелло народився у заможній родині. Маючи велику схильність до літератури, був знавцем не лише музики, але й поезії. Вже замолоду вирізнявся у місцевій громаді, про що свідчить документ, який підтверджує зайняття ним посади адміністративного ревізора.
Близько 1540 року перебував у Неаполі, де занурився у викладання. Хоча Неаполь з початку XVI століття увійшов до іспанського королівства, заснована під час арагонського панування музична школа, що була пов'язана з іменем фламандського маестро Йоана Тінкторіса, продовжувала функціонувати. Орієнтуючись на неї та Франкіно Ґафурі, він розгортає викладацьку діяльність, через що стає доволі знаменитим. Окрім компонування мадригалів, був також одним з перших авторів неаполітанських віланел і у ряді випадків писав для них також і вірші.
Неаполітанському періодові належать дві музичні збірки опубліковані у 1545 році та теоретична праця «Della perfettione delle 4 note maggiori massima, longa, breve, semibreve», у якій він не обмежується викладенням правил та нового типу нотації, що входила в користування, а й показує їх практичне застосування .
Наступна друкована музична збірка вийшла у 1548 році, як і попередні, у Венеції.
Увійшовши у ласку до фамілії Колонна, присвятив різні твори Маркантоніо Колонна та іншим представникам роду. Переїхав до Рима. Тут займався композиторською діяльністю та був кантором Капели Джуліа, потім капельмейстером. З римського періоду стали помітними його розбіжності з Аннібале Дзоїло, який також був на службі у кардинала Ґульєльмо Сірлето, котрий намагався примирити їх. З 1570 року був також кантором у Сикстинській капелі.
Останні роки життя Чімелло відомі з листа, датованого 13 грудня 1579 роком, написаного ним кардиналу з його рідного міста. Деякі його місця тлумачаться як підтвердження того, що він прийняв певні незначні висвячення. Окрім того, лист засвідчує, що у 1571 році він залишив Рим задля Беневенто, а пізніше Сори, і що мусив, разом з Палестріною та іншими, взяти участь у перевиданні градуалів відповідно до реформи Тридентського собору.
Оскільки цей лист є останнім його власноручним документом, у наступні роки в інших джерелах про нього як живого не згадується, а його заповіт датований 1591 роком, то прийнято вважати, що він помер у тому ж році у Монте-Сан-Джованні-Кампано. Похований Чімелло у місцевій церкві Санта Джуста.

## Твори
- Селянські пісні на неаполітанський лад на 3 голоси «Canzoni Villanesche al Modo Napolitano a 3 voci» 1545 — одна з найранніших збірок віланел, що йшла вслід за такою Ноли (1541), та передувала збіркам Віларта (1545), та Донаті (1550)[4]
- Перша книга мадригалів на чотири голоси 1548. Була присвячена Фабріціо Колонна.

## Вибрані записи
- Villanelle on Napolitane. Tesori di Napoli Vol.7 Ensemble Micrologus, Cappella della Pietà de' Turchini[en]. Opus 111
- Madrigal «fuggi'l sereno» on In morte de Madonna Laura. Huelgas Ensemble[en], диригент Пауль Ван Невел.